# Deiphobe australiana
Deiphobe australiana är en bönsyrseart som beskrevs av Giglio-tos 1916. Deiphobe australiana ingår i släktet Deiphobe och familjen Mantidae. Inga underarter finns listade i Catalogue of Life.